# Cladobrostis melitricha
Cladobrostis melitricha är en fjärilsart som beskrevs av Edward Meyrick 1921. Cladobrostis melitricha ingår i släktet Cladobrostis och familjen märgmalar. Inga underarter finns listade i Catalogue of Life.